# Mandeville (Louisiana)
Mandeville è una città della Louisiana nella contea di Saint Tammany, negli Stati Uniti. Nel 2010 contava 11.560 abitanti. Si trova sulla sponda nord del lago Pontchartrain e fa parte dell'area metropolitana di New Orleans.
È collegata con Metairie, un sobborgo di New Orleans, dal Lake Pontchartrain Causeway, un ponte di 38,5 km (il più lungo del mondo interamente sull'acqua) che attraversa da nord a sud il lago Pontchartrain.
Il nome è di origine francese è significa "grande città" (da "Magna Villa" in francese medievale).
La città fu fondata nel 1834 dal francese Bernard de Marigny e fu incorporata come città nel 1840. Diventò in breve tempo un popolare luogo di vacanze estive per gli abitanti di New Orleans che cercavano di sfuggire alla calura della città.

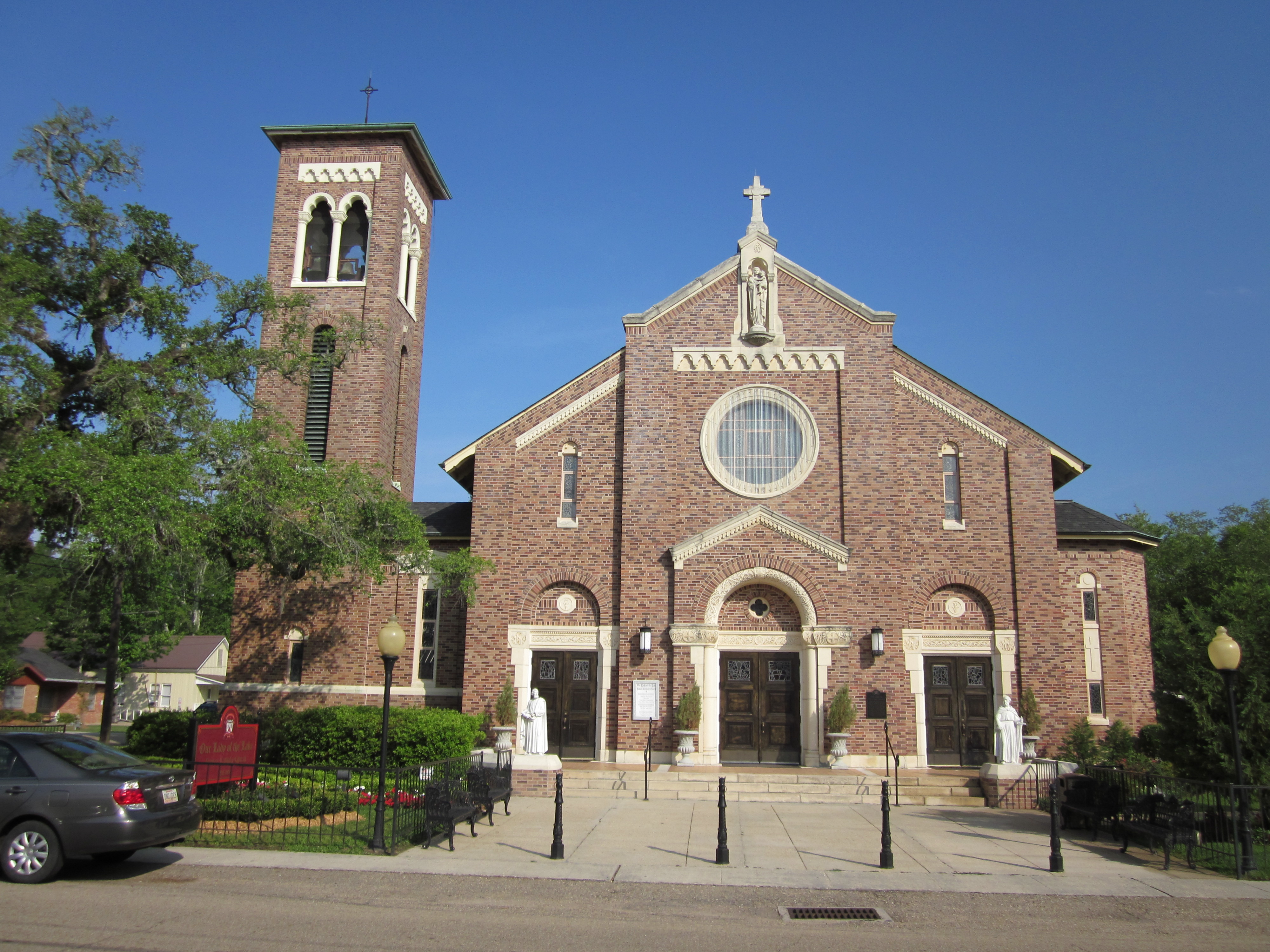
La chiesa cattolica "Our Lady of the Lake" (Nostra Signora del Lago).